# Enlil
Enlil (𒀭𒂗𒆤) va ser un déu de Sumer, que tenia el temple més important, el temple d'Ekur, a Nippur, suposadament construït pel rei heroi Guilgameix o pel mateix Enlil. Aquest temple era considerat el "punt d'unió" entre el cel i la terra. Se suposa que el nom d'Enlil vol dir "rei del vent", i estava associat a l'aire, la terra i les tempestes. Després va ser adorat pels accadis, els babilonis, els assiris i els hurrites.
Per molts, és considerat el déu suprem, ja que en el seu nom s'escollien els reis. Amb les divinitats del Cel i de la Terra (An i Ki) forma la tríada còsmica. Almenys des de l'any 2500 aC, el seu temple a Nippur va ser el centre espiritual de Sumèria. Enlil va assumir la major part dels poders d'An i era considerat rei del cel i la terra i senyor de totes les terres. Provocava l'alba, el naixement de totes les plantes i la llibertat, i sense la seva benedicció cap ciutat podria tirar endavant. Li pertanyien totes les manifestacions del moviment o de la infinitud. El seu nombre màgic era el 50.
Estava casat amb la dea Ninlil i era considerat germà de Ki (encara que, de vegades també apareix com el seu espòs). Segons la narració sumèria titulada Enlil i Ninlil, del tercer mil·lenni abans de la nostra era, va ser desterrat al món dels morts (Kur) per la violació de Ninlil, després la seva esposa, va tenir descendència amb ella i el va acompanyar a l'exili: Nanna o Nergal o Sin, déu de la lluna. Al marxar al seu exili, Enlil va demanar a tres guardians del món terrenal de no revelar el lloc on era, i va agafar l'aparença d'aquests tres per presentar-se a Ninlil. S'hi va unir tres vegades, de les que van néixer tres deïtats (entre aquestes, Meslamtea i Ninazu). Altres fills d'Enlil amb Ninlil van ser Ninurta (o Ningirsu), Nisaba (dea del gra) i Pabilsag (a vegades igualada a Ninurta i a vegades a Enbilulu); amb Ereixkigal, Enlil va ser el pare de Namtar.
Segons un himne sumeri, Enlil era tan sant que ni tan sols els altres déus podien mirar-lo. Va tenir un gran protagonisme durant el segle xxiv aC durant la puixança de Nippur. El seu culte va anar desapareixent quan Nippur va ser saquejada pels elamites l'any 1230 aC i finalment va ser suplantat com a déu principal del panteó mesopotàmic pel déu nacional babilònic Marduk. El déu babilònic Bel era una deïtat sincrètica del germà d'Enlil, Enki, del fill d'Enki, Marduk, i del déu pastor Dumuzi.
Enlil té un paper important en el mite de la creació sumeri. Va separar An (el cel) de Ki (la terra), i va fer el món habitable per als humans. En el mite sumeri del diluvi, Enlil recompensa a Ziusudra amb la immortalitat per haver sobreviscut a la inundació, i en el mite deldiluvi babilònic, Enlil va ser el causant de la inundació,que va enviar per exterminar la raça humana, fart del soroll que feien els homes i que l'impedien de dormir.
En diversos mites, com ara l'Epopeia d'Anzu, Enlil ocupa un lloc destacat, i també en les anomenades Taules del Destí.